# مراد أكين
مراد أكين (بالتركية: Murat Akın)‏ (22 أكتوبر 1986 في بلجيكا - ) هو لاعب كرة قدم بلجيكي وتركي في مركز الوسط. لعب مع أنطاليا سبور وأوردو سبور وقونيا سبور وقيصري إيرسيسبور وكايسري سبور ونادي إسطنبول باشاكشهر ونادي قاسم باشا ونادي كارديمير كارابوك سبور وSportkring Sint-Niklaas ‏ وبيفيرين.

## وصلات خارجية
- مراد أكين على موقع اتحاد تركيا (لاعب) (الإنجليزية)
- مراد أكين على موقع قاعدة بيانات كرة القدم.إي يو (الإنجليزية)
- مراد أكين على موقع Soccerway.com (الإنجليزية)
- مراد أكين على موقع عالم كرة القدم.نت (الإنجليزية)